# دانشگاه لنکستر
دانشگاه لنکستر (به انگلیسی: Lancaster University) دانشگاهی است در شهر لنکستر انگلستان که در سال ۱۹۶۴ تأسیس شده‌است.
این دانشگاه یکی از شش پردیس خودگردان در بریتانیا است و هشت دانشکده آن بعد از قرار گرفتن این دانشکده در استان تاریخی لنکستر (یا لنکشایر) نامگذاری شده‌اند و هرکدام امکانات و ساختمان‌های مجزای خود را دارند.

## تاریخچه
این دانشگاه پس از جنگ جهانی دوم و پس از آن که تحصیلات تکمیلی مورد توجه دولت قرار گرفت و در پاسخ به افزایش جمعیت و نیاز به تربیت دانش‌آموختگان در علوم جدید در سال ۱۹۶۴ با حکم سلطنتی تأسیس شد.